# Alfred Christensen
Alfred Christensen, född den 10 januari 1854, död den 24 juli 1943, var en dansk politiker och jurist. Han var son till Balthazar Christensen.
Christensen blev overretssagfører i Köpenhamn 1884, och direktör i Kongeriget Danmarks Hypoteksbank 1916. Redan från studentåren var han politiskt intresserad, och invaldes 1895 i Folketinget, där han till 1905 var medlem av Venstrereformpartiet, efter nämnda år av Radikale Venstre. 1916-20 var han tingets andre vice ordförande.